# Требижани
Требижани (словен. Trebižani) — поселення в общині Комен, Регіон Обално-крашка, Словенія. Висота над рівнем моря: 332,9 м.